# Torneo Metropolitano de Rugby de Lima
El Torneo Metropolitano de Rugby de Lima es un campeonato de clubes de rugby de la ciudad de Lima que se disputa desde 1997. Es la liga de rugby XVs más importante de Perú.

## Campeones
| Año  | Campeón                             | Subcampeón                          |
| 1997 | Club de Rugby San Isidro            |                                     |
| 1998 | Universidad Católica                |                                     |
| 1999 | Old Markhamians Rugby Football Club | Flaming Lions Rugby Football Club   |
| 2000 | Alumni Rugby Club                   |                                     |
| 2001 | Alumni Rugby Club                   |                                     |
| 2002 | Alumni Rugby Club                   |                                     |
| 2003 | Old Markhamians Rugby Football Club |                                     |
| 2004 | Alumni Rugby Club                   | Flaming Lions Rugby Football Club   |
| 2005 | Alumni Rugby Club                   | Flaming Lions Rugby Football Club   |
| 2006 | Lima Rugby Club                     |                                     |
| 2007 | Flaming Lions Rugby Football Club   |                                     |
| 2008 | Lima Rugby Club                     |                                     |
| 2009 | Flaming Lions Rugby Football Club   |                                     |
| 2010 | Flaming Lions Rugby Football Club   |                                     |
| 2011 | Flaming Lions Rugby Football Club   |                                     |
| 2012 | Flaming Lions Rugby Football Club   |                                     |
| 2013 | Flaming Lions Rugby Football Club   |                                     |
| 2014 | Flaming Lions Rugby Football Club   |                                     |
| 2015 | Flaming Lions Rugby Football Club   | Old Markhamians Rugby Football Club |
| 2016 | Lima Rugby Club                     | Old Markhamians Rugby Football Club |
| 2017 | Flaming Lions Rugby Football Club   | Lima Rugby Club                     |
| 2018 | Flaming Lions Rugby Football Club   | Lima Rugby Club                     |
| 2019 | Flaming Lions Rugby Football Club   | Lima Rugby Club                     |
| 2020 | No se disputó                       | No se disputó                       |
| 2021 | No se disputó                       | No se disputó                       |
| 2022 | Navy Warriors Rugby Club            | Navy Warriors Rugby Club            |
| 2023 | Navy Warriors Rugby Club            | Flaming Lions Rugby Football Club   |
| 2024 | Navy Warriors Rugby Club            | Flaming Lions Rugby Football Club   |
| 2025 | En disputa                          | En disputa                          |

Notas:
- En negrita, campeón invicto.
- La Pontificia Universidad Católica del Perú pasó a ser Alumni Rugby Club.
- Las ediciones del 2020 y 2021 no se realizaron debido a la Pandemia de COVID-19.

## Campeonatos por equipo
| Equipo                              | Títulos | Temporada                                                        |
| ----------------------------------- | ------- | ---------------------------------------------------------------- |
| Flaming Lions Rugby Football Club   | 11      | 2007, 2009, 2010, 2011, 2012, 2013, 2014, 2015, 2017, 2018, 2019 |
| Alumni Rugby Club                   | 6       | 1998, 2000, 2001, 2002, 2004, 2005                               |
| Lima Rugby Club                     | 3       | 2006, 2008, 2016                                                 |
| Navy Warriors Rugby Club            | 3       | 2022, 2023, 2024                                                 |
| Old Markhamians Rugby Football Club | 2       | 1999, 2003                                                       |
| Club de Rugby San Isidro            | 1       | 1997                                                             |